# Юбилейный мост (Омск)
Юбиле́йный мост — автомобильный и пешеходный мост через реку Омь, расположенный в центре города Омска. Является одной из «визитных карточек» города, с него открывается живописный вид на историческую застройку, а в праздничные дни Юбилейный становится полностью пешеходным и через него проходят десятки тысяч людей.
По мнению историка Евгения Евсеева, расположение Юбилейного моста обусловлено исторически — линией перехода из старой Омской крепости в новую. В дальнейшем этот путь определил застройку и формирование улицы Ленина, а возникавшие на этом месте мосты повлияли на планировку и ландшафт исторической части города. Устройство моста необычно для России, практически не имеет аналогов и представлено двумя консолями, в которых находится высокопрочная арматура.

## Название
Мост был сдан к 50-летию советской власти и потому назван Юбилейным. Мост также имеет неофициальное название Голубой.

## История

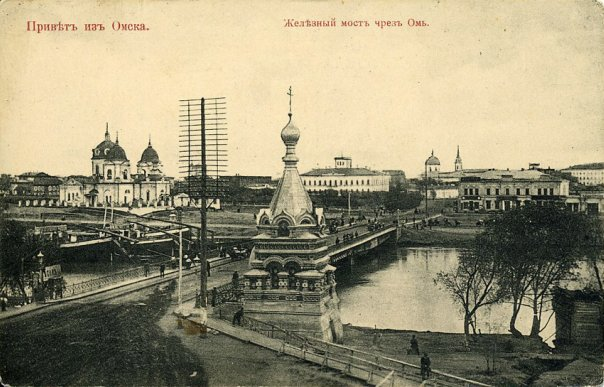
Железный мост через Омь в начале XX века.

Юбилейный мост строился на замену открытому в 1903 году разводному Железному мосту.
Проект разрабатывался Ленинградским НИИ мостов под руководством главного инженера Л. И. Зейде. Строительство осуществлялось в 1965—1967 годах мостопоездом М 413, который ранее возводил Ленинградский мост. Первое обследование было проведено сразу после завершения строительства, следующее — организацией Росспецстройналадка в 1970 году. Обследование Росблагоустройства в 1986 году показало, что с устоями моста происходят какие-то изменения, и был спрогнозирован крен консолей пролётного строения. Росспецмостреконструкция в 1989 году подтвердила это, а обследование НПО «Мостовик» в 1995 году определило, что при нагревании моста в летний период естественное расширение пролётного строения приводит к его заклиниванию. С 1995 года произошло полное заклинивание моста, что приводит к более интенсивному износу всех приопорных частей и опорных участков подвесного пролета.
Дальнейшие обследования моста проходили в 2005 (НИИЖТ) и 2006 годах (компания ПИК), когда было обнаружено смещение стыков железобетонных тротуарных консолей, но независимая экспертиза признала мост пригодным к ремонту и не угрожающим безопасности дорожного движения.
В апреле 2016 года, после заявлений бывшего гендиректора НПО «Мостовик» Олега Шишова об опасности обрушения моста Юбилейный был вновь обследован. Видимых повреждений асфальтобетонного покрытия моста не нашлось, а для обеспечения безопасности ранее были введены ограничения для транспорта. Мост разрешается проезжать транспортным средствам до 30 тонн и со скоростью до 40 км/ч. Тем не менее Шишов подтвердил, что неоднократно обращался к местным и региональным властям, предупреждая о необходимости детального исследования моста. По оценке экспертизы, проведённой инициативными учёными СибАДИ, в конструкции моста идёт ряд опасных и необратимых разрушений. Главное из них — коррозия высокопрочной арматуры, а также разрушения, вызываемые общими деформациями устоев-противовесов.
Юбилейный мост, как и его предшественники на этом месте, подвергается разрушению водами Омки. Капитальный ремонт моста начался в октябре 2017 года. Он подразумевает замену железобетонного пролётного строения на металлическое, перетягивание высокопрочной арматуры и добавление переходных пролётов с обустройством подпорных стенок. Последнее должно исключить давление грунта на основание сооружения и, таким образом, устранить причину крена моста. Кроме этого планируется заменить тротуарные консоли и переустроить инженерные сети.

## Конструкция
Юбилейный мост является однопролётным железобетонным с опорой на берега. Его архитектурное решение связано с типовым советским строительством и, по мнению историка Евгения Евсеева, не гармонирует с историческими зданиями Любинского проспекта. Евсеев считает, что внешний вид моста может быть усовершенствован декоративными элементами: торшерами, светильниками, перилами и прочим.
В 1967 году технология предварительного напряжения, которую использовали при строительстве моста, была новой. Разрезная балка моста опирается на монолитные, предварительно напряжённые консоли. Однако впоследствии оказалось, что эта технология ненадёжна: она даёт очень плохую защиту высокопрочных пучков от коррозии. На мостах подобной конструкции неоднократно случались аварии, например, обрушился мост в Калуге.